# Filippo Calandrini
Filippo Calandrini (Sarzana, 1403 - Bagnoreggio, 18 de julho de 1476) foi um cardeal do século XV.

## Primeiros anos
Nasceu em Sarzana em 1403. Primeiro filho de Tommaso Calandrini e sua segunda esposa, Andreola Tomeo dei Bosi. Meio-irmão do Papa Nicolau V, por parte de mãe; seu primeiro marido foi Bartolomeo Parentucelli, pai do papa. Seu sobrenome também está listado como Calderini. Ele foi chamado de Cardeal de Bolonha.
Com a morte de seu pai, ocorrida em 1414, foi-lhe confiado, junto com seus irmãos, ao tutor Giorgio d'Antonio Cattani di Massa.
Protonotário Apostólico. Arquidiácono do capítulo da catedral de Lucca. Governador do castelo de Spoleto desde agosto ou setembro de 1447.

## Episcopado
Eleito bispo de Bolonha em 18 de dezembro de 1447; ocupou a sé até sua morte. Consagrado (nenhuma informação encontrada).

## Cardinalato
Criado cardeal-presbítero no consistório de 20 de dezembro de 1448; recebeu o título de S. Susanna, em 3 de janeiro de 1449; e o chapéu vermelho em 6 de janeiro de 1449, durante magnífica celebração realizada em Bolonha; as cerimônias finais de sua criação cardinalícia aconteceram em Fabriano, diocese de Camerino, em 25 de julho de 1449. Em 22 de julho de 1450, chegou a Fabriano vindo de Macerata e lá permaneceu até a partida do papa no dia 18 de setembro seguinte.
Legado em Marcas Anconitana; retornou a Roma em 9 de abril de 1451; participou do consistório de 27 de outubro de 1451. Optou pelo título de S. Lorenzo em Lucina em 24 de novembro de 1451. Escolhido pelo papa em 17 de janeiro de 1452, foi a Florença com o cardeal Juan de Carvajal para cumprimentar o imperador Frederico III, a quem acompanhou em sua viagem a Roma para ser coroado pelo papa; após a coroação, ocorrida em 19 de março, os dois cardeais acompanharam o imperador até chegarem à fronteira dos Estados Pontifícios em 26 de abril. Camerlengo do Sagrado Colégio dos Cardeais em 1454 e 1455. Participou do conclave de 1455, que elegeu Papa Calisto III. Construiu um monumento ao Papa Nicolau V na basílica patriarcal do Vaticano. Ele deixou Roma em junho de 1458 por causa da peste.
Retornou à cidade para participar do conclave de 1458, que elegeu o Papa Pio II. Amigo do novo papa, acompanhou o pontífice em 22 de janeiro de 1459 ao Congresso de Mântua. Ele assinou uma bula papal em Siena em 18 de abril de 1459. Nomeado grande penitenciário em 1459. Ele esteve nas termas perto de Siena em junho de 1462. Ausente de Roma após o verão de 1463 até maio de 1464. Ele escreveu às autoridades de Siena em julho de 1464 sobre a reforma dos mosteiros. Participou do conclave de 1464, que elegeu o Papa Paulo II. Promovido a ordem dos cardeais-bispos e a sé suburbana de Albano em 14 de outubro de 1468. Teve, até sua morte, a comenda dos mosteiros beneditinos de S. Croce di Saxovivo, diocese de Fiesole; de S. Benedetto di Gauldo e de S. Maria di Sania, ambas na diocese de Nocera; dos mosteiros cistercienses de Carreto, diocese de Lodi; e de S. Maria di Strata, diocese de Bolonha. Novamente, camerlengo do Sagrado Colégio dos Cardeais, de 19 de janeiro de 1471 até 8 de janeiro de 1472. Participou do conclave de 1471, que elegeu o Papa Sisto IV. Optou pela sé suburbana de Porto e Santa Rufina em 30 de agosto de 1471.
Morreu em Bagnoreggio em quinta-feira, 18 de julho de 1476, da peste e podagra, enquanto viajava de Sarzana para Roma, seguindo o papa. Transferido para Roma e sepultado em túmulo monumental construído por seu sobrinho, Giovanni Matteo, na igreja de S. Lorenzo em Lucina, Roma.